# Stapleton Castle
Stapleton Castle är ett slott i Storbritannien.   Det ligger i grevskapet Herefordshire och riksdelen England, i den södra delen av landet, 210 km väster om huvudstaden London. Stapleton Castle ligger 182 meter över havet.
Terrängen runt Stapleton Castle är kuperad åt nordväst, men åt sydost är den platt. Runt Stapleton Castle är det ganska tätbefolkat, med 93 invånare per kvadratkilometer. Närmaste större samhälle är Leominster, 18,1 km öster om Stapleton Castle. Trakten runt Stapleton Castle består i huvudsak av gräsmarker.